# Adhemarius gannascus
Adhemarius gannascus là một loài bướm đêm thuộc họ Sphingidae. Nó sống ở México tới nửa bắc Nam Mỹ.
Loài này được biết đến từ Mexico, Belize, Guatemala, El Salvador, Honduras, Nicaragua, Costa Rica, Panama, Colombia, Ecuador, Peru, Venezuela, Guyana, Suriname, Guiana thuộc Pháp, Bolivia, Brazil, miền bắc Argentina, miền nam Paraguay và Uruguay. 

## Miêu tả
Sải cánh dài 92–112 mm đối ở con đực và 98–124 mm đối với con cái. Con trưởng thành bay quanh năm.

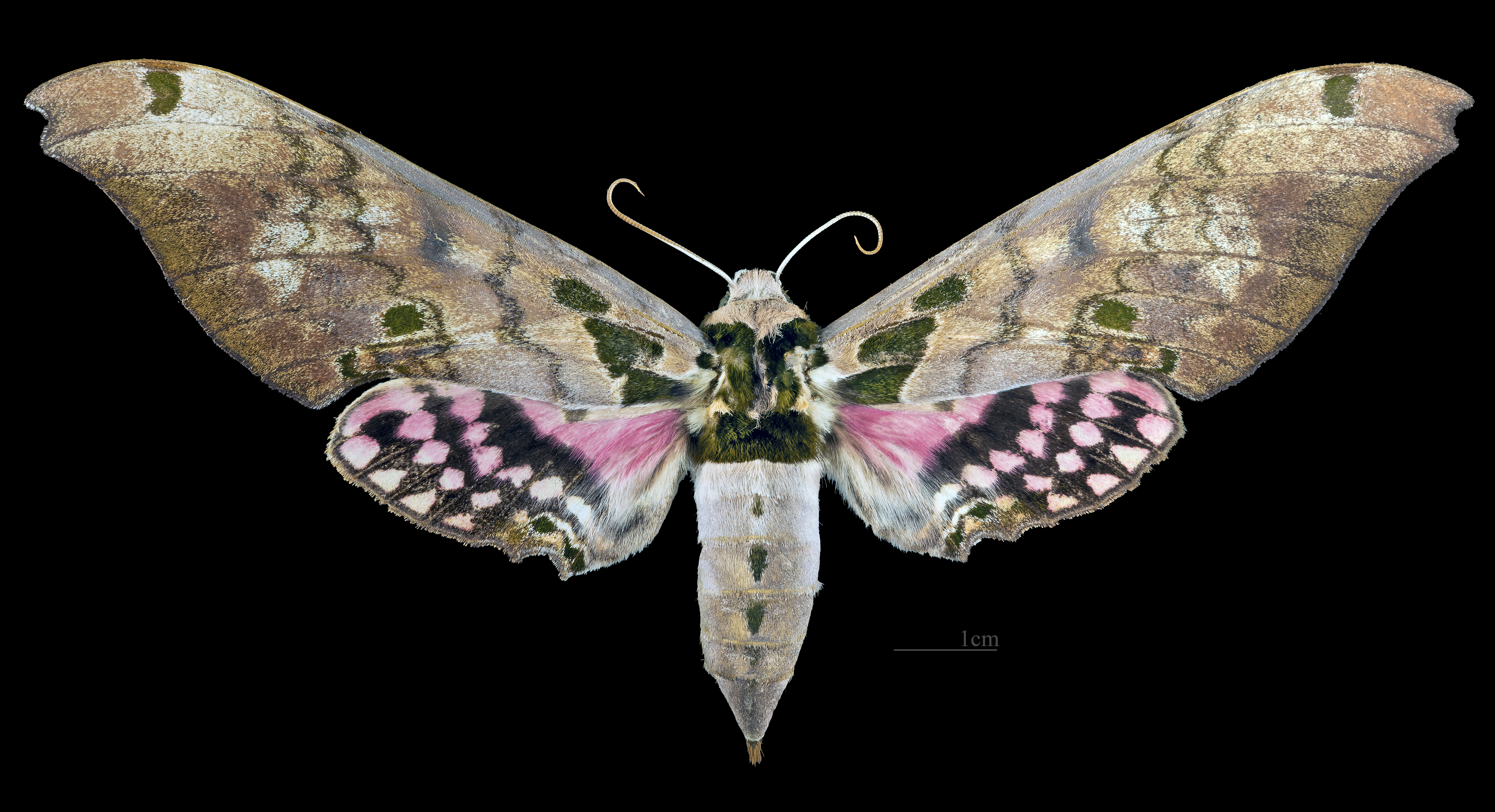
Adhemarius gannascus ♀
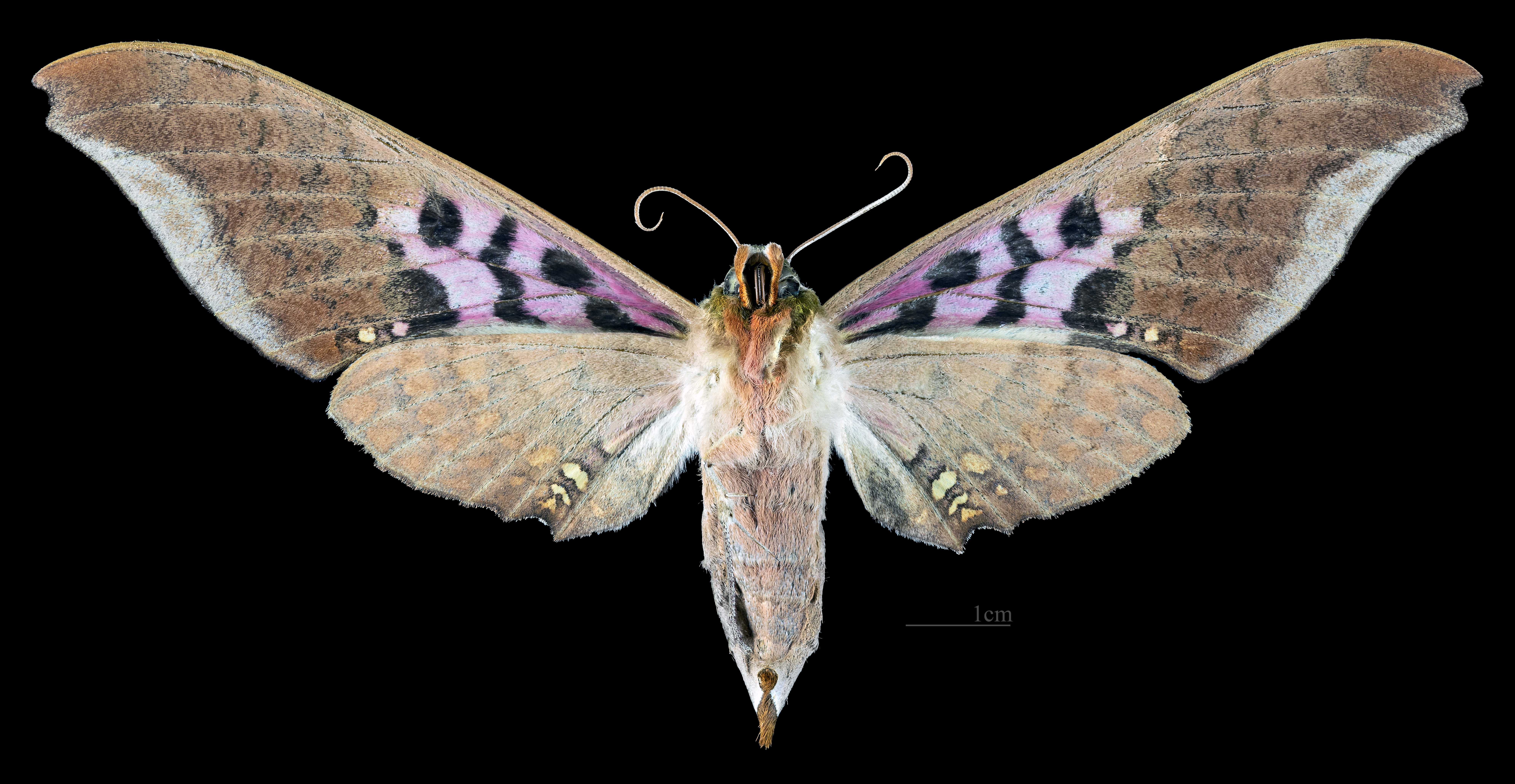
Adhemarius gannascus ♀ △

## phân loại
- Adhemarius gannascus cubanus (Rothschild & Jordan, 1908)
- Adhemarius gannascus jamaicensis (Rothschild & Jordan, 1915)

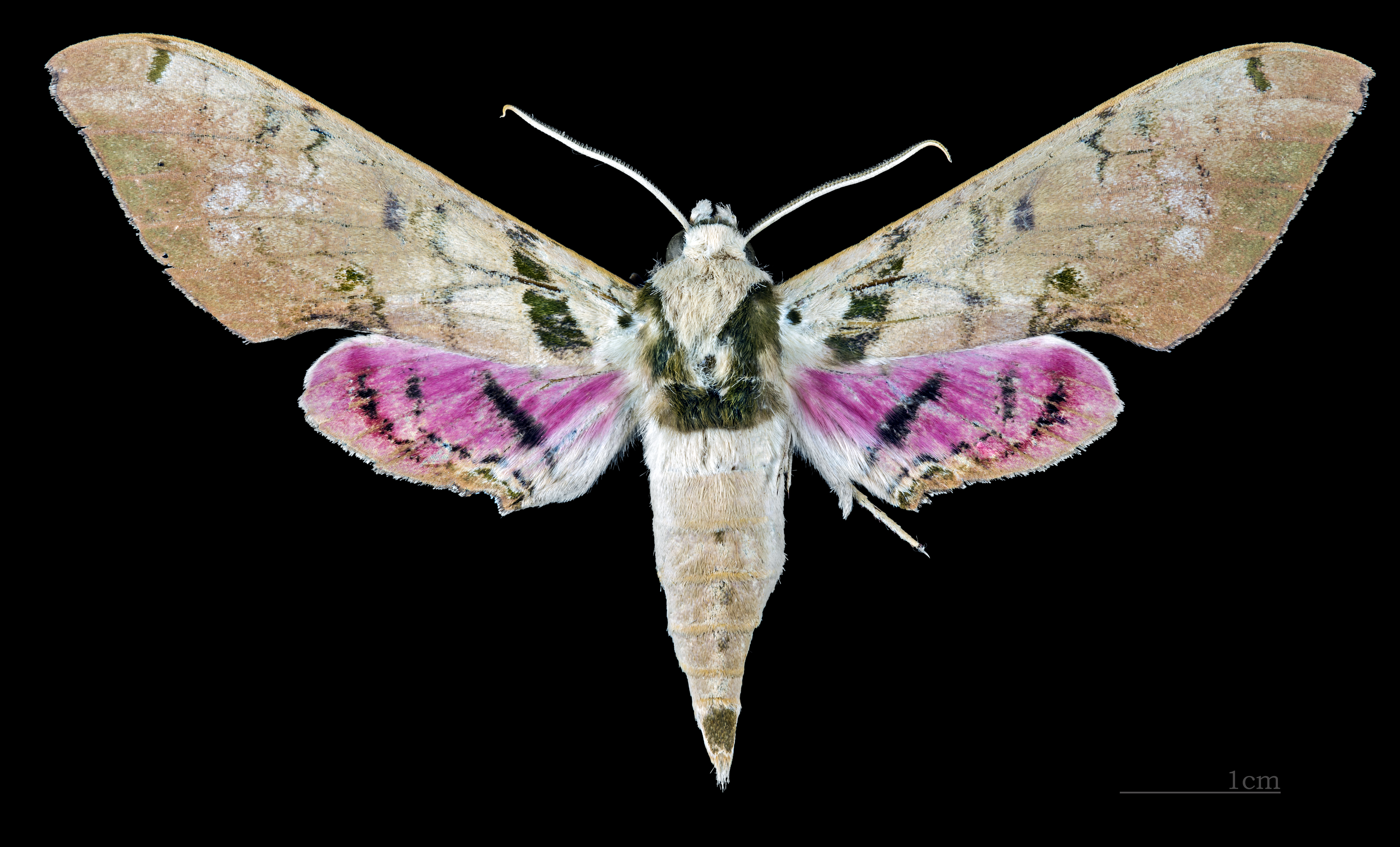
Adhemarius gannascus cubanus ♂
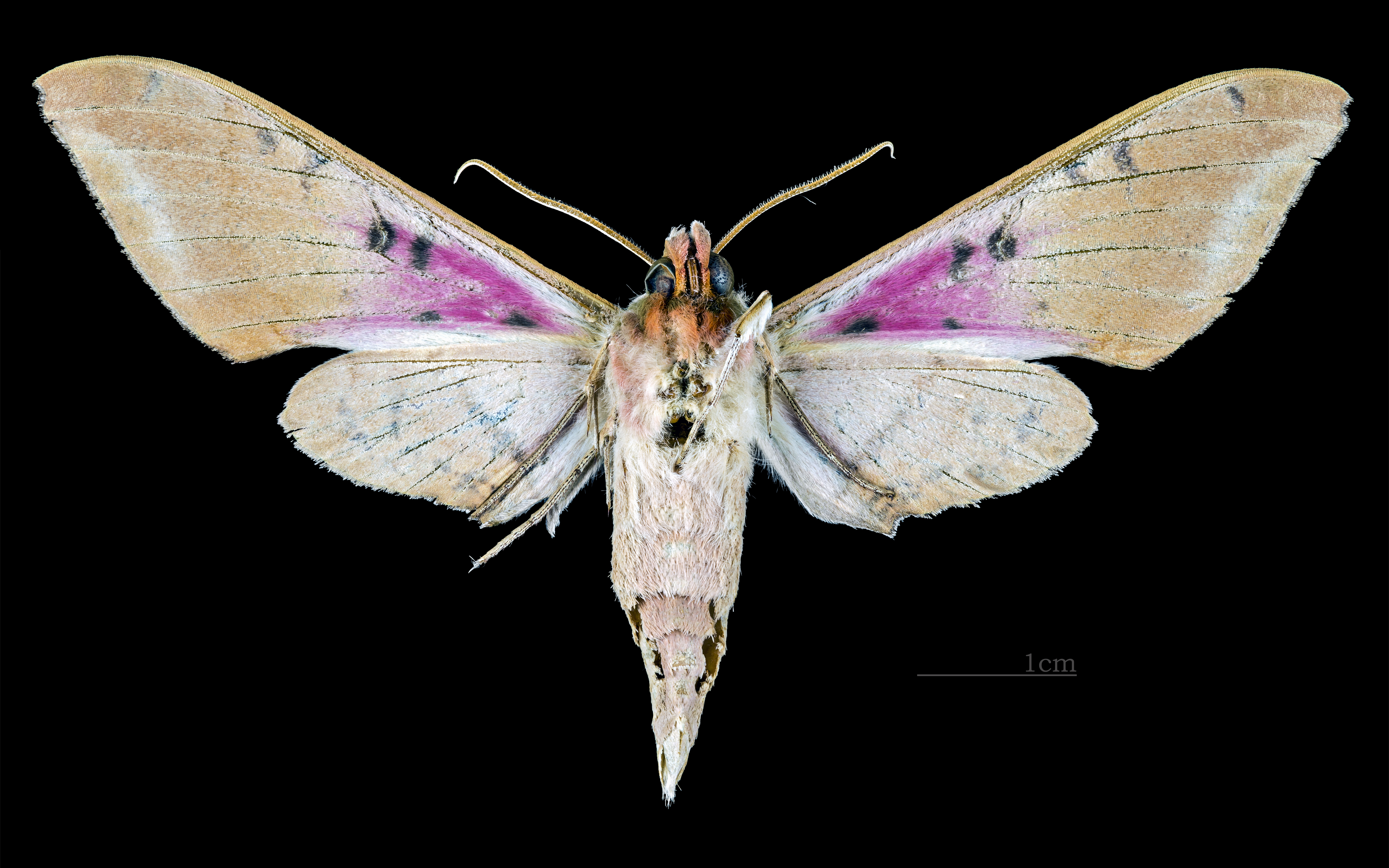
Adhemarius gannascus cubanus ♂ △